# 偶然空缺
偶然空缺（英語：accidental gap）在語言學為一單詞或其它詞句形式在某種語言不存在，但是該語言的语法規則能允許此種現象。不過，它可以從其它語言直接引用等值語言單位、或另行創造新詞或等值詞句形式來替代原來之單詞或詞句形式的空缺。偶然空缺不同於系統空缺，即是偶然空缺是由於某些特定語言的音韻，形態，以及其它規則所設定的界限等之原因，因而使得在某些特定語言裡的一些詞彙或詞句形式不存在於另一種語言裡。例如，普通話/國語中發音為/pska51/的字是不存在的，因為它有複輔音，因而違背了其語音規則。這種情況屬於「系統空缺」。與此相反，/pou51/遵守其語音規則，但沒有漢字對應。雖然理論上這個字詞“在某些特定的語言裡”是可能存在的，可是實際上在普通話/國語裡卻不存在這樣一個語詞，所以它在普通話/國語的遺漏是屬於「偶然空缺」或「詞彙空缺」。
偶然空缺可以發生在音韻、構詞或語義上。

## 音韻空缺
某個符合音韻規則的音節或詞不存在。例如中文裡有「邏」和「萄」這兩個字，分別可以作為詞的開頭和結尾，但沒有「邏萄」這個詞。或者英語的語音組合法中，一個單詞可以用/spr/開頭（例如 spread 或 spring 等詞）、可以用/ɪk/結尾（例如 sick 或 flick），但英語中沒有發音為*/sprɪk/的字。
除此之外，音韻系統中缺少的音位對立也可以稱為音韻空缺，例如泰語沒有(/ɡ/)
| 全清音 | 次清音 | 濁音 |
| ------ | ------ | ---- |
| p      | pʰ     | b    |
| t      | tʰ     | d    |
| k      | kʰ     |      |

## 構詞空缺
照構詞規則應該存在，卻沒有的詞。例如不成對詞、不完全變化動詞。
| 動詞     | 衍生名詞 (-al) | 衍生名詞 (-ion) |
| -------- | -------------- | --------------- |
| recite   | recital        | recitation      |
| propose  | proposal       | proposition     |
| arrive   | arrival        |                 |
| refuse   | refusal        |                 |
| derive   |                | derivation      |
| describe |                | description     |

## 語義空缺
該語言中在其他情境下有區分某些意義，但是在特定情境下卻沒有詞彙可以分別描述該意義。例如在親屬詞彙中。「伯」和「叔」分別表示父親的哥哥和弟弟，但沒有詞可以分別表示母親的哥哥和弟弟，只能通稱為「舅」。
| 男性    | 女性   | 不分性別 |
| ------- | ------ | -------- |
| father  | mother | parent   |
| brother | sister | sibling  |
| uncle   | aunt   |          |
|         |        | cousin   |